# سول لسر
سول لسر (انگلیسی: Sol Lesser؛ ۱۷ فوریهٔ ۱۸۹۰ – ۱۹ سپتامبر ۱۹۸۰) تهیه‌کننده و کارگردان اهل ایالات متحده آمریکا بود.